# María Pastorino
María Elena Pastorino, detta Chimbela (1934 – 22 dicembre 2011), è stata una cestista argentina.

## Carriera
Con l'Argentina ha disputato i Campionati mondiali del 1953.